# Takeshima Hagoromo
En aquest nom japonès, el cognom és Takeshima.
Takeshima Hagoromo (武島羽衣, Tòquio, 2 de novembre de 1872—Nerima, 3 de febrer de 1967), pseudònim de Takeshima Masajirō (武島 又次郎), va ser un poeta, lletrista i professor universitari japonès.
Va néixer al barri de Nihonbashi de la ciutat de Tòquio el 1872. Es va graduar en Literatura Japonesa a la Universitat Imperial de Tòquio el 1896. Després va cursar estudis de postgrau sota la direcció del lingüista Ueda Mannen. Durant la seva etapa universitària va ser membre de la societat Akamonha o Escola de Poesia de la Universitat de Tòquio, caracteritzada per una poesia arcaica i elegant, juntament amb els seus companys de classe Shioi Ukō i Ōmachi Keigetsu. Va cooperar amb aquests dos poetes en la producció d'una col·lecció de poesies titulada Bibun Imbun Hana Momiji («Flors i fulles de tardor de la prosa belletrística i el vers rimat»), publicada el 1896, formada per obres de prosa ornada i classicitzant, en un estil literari totalment conservador. Takeshima va ser assolir notable fama pel seu estil en prosa i com a estudiós de la literatura japonesa. Durant aquests anys també va participar en la revista Teikoku Bungaku el 1887 amb una de les seves obres i en va esdevenir membre del consell editorial. Va escriure alguns poemes com Shinsen Eikahō o Kokka Hyōshaku i altres col·leccions de poemes i textos en prosa, a més d'escriure la lletra per la cançó Tennen no Bi.
En l'àmbit professional va treballar com a professor de la Universitat de Música de Tòquio durant 30 anys i, més tard, va exercir com a professor de literatura japonesa a la Universitat Femenina del Japó de 1943 a 1958, de la qual n'arribà a ser professor emèrit. D'altra banda, també va ser membre de l'Oficina de Poesia del Ministeri de la Casa Imperial. L'estil de les seves obres no va més enllà de la poesia tradicional japonesa.